# Пригон (Дєдовицький район)
Пригон (рос. Пригон) — присілок в Дєдовицькому районі Псковської області Російської Федерації.
Населення становить 13 осіб. Входить до складу муніципального утворення В'язєвська волость.

## Історія
Від 2015 року входить до складу муніципального утворення В'язєвська волость.

## Населення
| 2001 | 2002 | 2010 |
| ---- | ---- | ---- |
| 42   | ↘36  | ↘13  |